# ماریای یکم، ملکه پرتغال
ماری یکم پرتغال (انگلیسی: Maria I of Portugal; ۱۷ دسامبر ۱۷۳۴ – ۲۰ مارس ۱۸۱۶) از سال ۱۷۷۷ تا ۱۸۱۶ میلادی ملکه پرتغال بود.